# Huber Matos
Huber Matos Benítez (Yara, Cuba, 26 de novembre de 1918 - Miami, 27 de febrer de 2014) va ser un cap militar, dissident polític, activista i escriptor cubà. Es va oposar a la dictadura de Fulgencio Batista des dels seus inicis l'any 1952 i va lluitar al costat de Fidel Castro, Raúl Castro, Che Guevara, Camilo Cienfuegos i altres membres del Moviment 26 de Juliol per enderrocar-la. Després de l'èxit de la Revolució Cubana que va portar Fidel Castro al poder, va criticar la vinculació de la política cubana amb els principis marxistes i el Partit Popular Socialista de Cuba. Condemnat per traïció i sedició pel govern revolucionari, va passar 20 anys a la presó (1959-1979) abans de ser alliberat el 1979. Després d'això va viatjar a Miami i Costa Rica mentre continuava protestant contra les polítiques del govern cubà.

## Biografia
Va ser professor d'escola a Manzanillo, alhora que posseïa una petita plantació d'arròs. Es va unir al Partit del Poble Cubà - Partit Ortodox.

### Matos durant la Revolució cubana
Després del cop d'estat de Batista del 10 de març de 1952, Matos es va implicar en el moviment de resistència. Es va traslladar a Costa Rica durant diversos anys, mantenint el contacte amb els revolucionaris del M-26-7 estacionats als turons de la Sierra Maestra i ajudant-los amb suport logístic i organitzatiu. Va desenvolupar contactes amb el president José Figueres de Costa Rica que va donar suport als objectius rebels cubans i va ajudar a Matos a obtenir armes i subministraments.

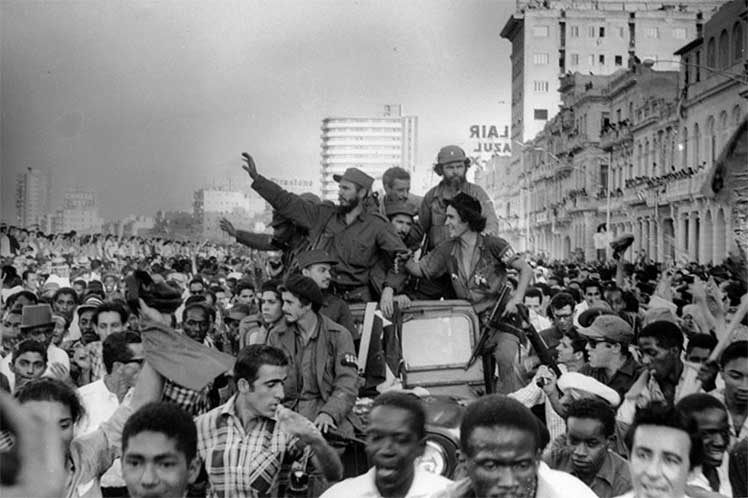
Matos (a la dreta dempeus) entrant a L'Havana el gener de 1959.

El 31 de març de 1958, Matos va fer enlairar una càrrega aèria de cinc tones amb munició i armes als rebels de Castro. El 8 d'agost de 1958 Castro va atorgar a Matos el grau de comandant de combat i el va posar al comandament de la novena columna de l'exèrcit rebel, el grup Antonio Guiteras. Matos va dirigir la seva columna durant l'assalt final a Santiago de Cuba que va portar al final les operacions militars del moviment revolucionari. El gener de 1959, va entrar a L'Havana dalt d'un tanc en una desfilada de la victòria al costat de Castro i altres revolucionaris.
L'11 de gener de 1959, Matos va ser nomenat Comandant de l'Exèrcit a la província de Camagüey.

### Divisions amb Castro
El juliol de 1959, Matos va denunciar la direcció que prengué la revolució pronunciant discursos obertament anticomunistes a Camagüey. Això va iniciar una disputa de mesos entre ell i Castro, llavors primer ministre de Cuba, i quan el president Manuel Urrutia va ser substituït pel més radical Osvaldo Dorticós Torrado, Matos va presentar la seva dimissió en una carta a Castro. El 26 de juliol, Castro i Matos es van reunir a l'hotel Hilton de L'Havana on, segons Matos, Castro li va dir: "La teva dimissió no és acceptable a hores d'ara. Encara tenim massa feina per fer. Admeto que Raúl [Castro ] i el Che [Guevara] coquetegen amb el marxisme... però tens la situació controlada... Oblida't de dimitir... Però si d'aquí a un temps creus que la situació no canvia, tindràs dret a fer-ho".
El setembre de 1959, Matos va escriure: "La influència comunista al govern ha continuat creixent. He de deixar el poder com més aviat millor. He d'alertar el poble cubà del que està passant". El 19 d'octubre, va enviar una segona carta de renúncia a Castro, i dos dies després Castro va enviar el seu company revolucionari Camilo Cienfuegos a arrestar Matos. Matos va declarar posteriorment que havia advertit a Cienfuegos que la seva vida estava en perill, perquè Castro estava ressentit de la seva popularitat. Cienfuegos tanmateix va complir l'ordre de rellevar-lo del comandament i arrestar-lo a ell i als seus ajudants militars. Els comunistes cubans van afirmar més tard que Matos estava ajudant a planificar una contrarevolució organitzada per l'Agència Central d'Intel·ligència dels Estats Units i altres opositors a Castro, que s'acabaria materialitzant en la Invasió de Bahia Cochinos de l'abril de 1961.

### Empresonament

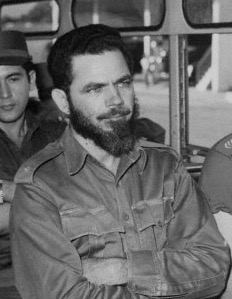
Matos, durant el seu arrest.

El mateix dia que Matos va ser arrestat, l'exiliat cubà Pedro Luis Díaz Lanz, un antic cap d'estat major de la força aèria sota Castro, va volar des de Florida per llançar fulletons sobre L'Havana que demanaven l'eliminació de tots els comunistes del govern. En resposta, Castro va celebrar una concentració on va demanar la reintroducció dels tribunals revolucionaris per jutjar Matos i Díaz per traïció. Segons el The New York Times, quan Castro va preguntar a la multitud si s'havia de disparar a Matos, "gairebé totes les mans es van aixecar i la multitud va tornar a cridar: Esquadró d'afusellament! Esquadró d'afusellament!". Segons l'ambaixador dels Estats Units a Cuba, Philip Bonsal, Castro va utilitzar l'acció de Díaz Lanz, el qual l'havia qualificat de "bombardeig", per crear una reacció massiva que ocultés els problemes plantejats per la renúncia de Matos. Després de la manifestació, Castro va convocar una reunió de govern per determinar el destí de Matos. Segons les fonts Guevara i Raúl Castro van demanar-ne l'execució, mentre que tres ministres que van qüestionar-ho van ser immediatament substituïts per lleials al govern. Castro va decidir finalment no afusellar-lo, perquè no volia convertir-lo en un màrtir.
Cinc capitans i onze tinents que havien protestat per la seva detenció van ser jutjats amb ell. El primer dia del judici, l'11 de desembre, Matos va acceptar que havia discutit el nomenament dels comunistes al govern amb oficials que compartien els seus sentiments anticomunistes, però que no s'havia implicat mai en cap conspiració contra el govern. El 13 de desembre, Raúl Castro va declarar que Matos intentava fomentar la desunió aixecant "el fantasma del comunisme". En declarar l'endemà, Fidel Castro va pronunciar un discurs de set hores acusant Matos i els altres de fer campanya contra la revolució i de promoure "indirectament" els interessos dels Estats Units, dels grans terratinents i dels partidaris de Batista i la dictadura a la República Dominicana. La fiscalia va demanar la pena de mort. El 15 de desembre, el tribunal va declarar Matos culpable d'activitats contrarevolucionàries i el va condemnar a vint anys de presó. Va complir els primers sis anys i mig de la seva condemna a la presó de l'Isla de la Juventud, on Castro havia estat empresonat el 1953, i la resta a la presó de La Cabaña de L'Havana.

Segons Matos:
La presó va ser una llarga agonia de la qual vaig sortir viu per voluntat de Déu. Vaig haver de fer vagues de fam, fer altres tipus de protestes. Terrible. De tant en tant, vaig passar un total de setze anys en aïllament, sense parar de dir-me que mai sortiria amb vida, que m'havien condemnat a morir a la presó. Eren molt cruels, en la màxima mesura de la paraula... Em van torturar en diverses ocasions, vaig ser sotmès a tota mena d'horrors, inclosa la punxada dels genitals. Una vegada, durant una vaga de fam, un guàrdia de la presó va intentar aixafar-me l'estómac amb la seva bota... Coses terribles.
Matos va complir la seva pena completa i va sortir de la presó el 21 d'octubre de 1979.

### Vida després de la presó

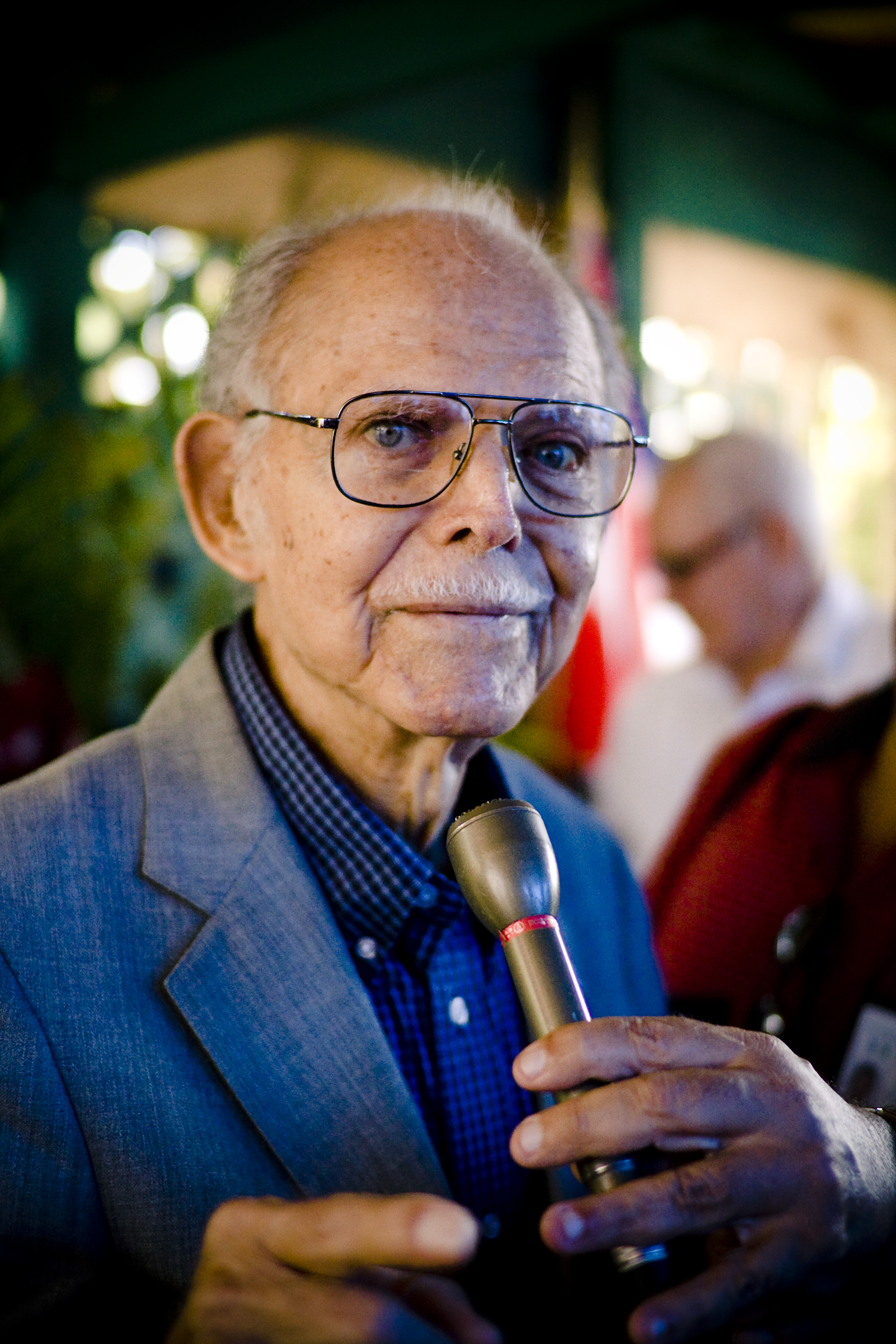
Matos el 2009 en un acte a Miami.

Matos es va retrobar amb la seva dona Maria Luisa Matos i els seus fills, que havien marxat de Cuba durant la dècada dels 60 per instal·lar-se a Costa Rica. Després es van traslladar a Miami on hi va viure fins a la seva mort el febrer de 2014. Els seus fills Huber Matos Jr. i Rogelio Matos es van convertir en membres actius de l'oposició a Castro als Estats Units.
Matos va exercir com a secretari general de la plataforma Cuba Independiente y Democrática (CID), una organització amb seu a Miami però fundada l'octubre de 1980 a Veneçuela.
L'octubre de 1993, el seu fill Huber Matos Jr. va ser acusat juntament amb 11 persones més en un cas de frau al programa d'assegurança mèdica Medicare de 3,3 milions de dòlars nord-americans, que implicava la clínica de Miami Medical & Diagnostic Center Inc., propietat conjunta de Matos Jr. i Juana. Mayda Pérez Batista. Matos va denunciar els càrrecs contra el seu fill com a una "mentida per a desacreditar-me a mi, al meu fill i al CID". Matos Jr. vivia a Costa Rica i com a ciutadà d'aquest estat caribeny no podia ser extradit als Estats Units per a ser jutjat. El 1995, els 11 co-acusats es van declarar culpables de diversos càrrecs de frau.
Matos va fundar la Fundació Huber Matos per a la Democràcia, una organització amb seu a Jacksonville, Florida, l'objectiu de la qual era "fomentar el govern democràtic, els drets humans, la justícia social i l'educació a l'Amèrica Llatina". La major part dels esforços i recursos de l'organització s'invertiren a "promoure la democràcia a Cuba".
Matos va morir el 2014 als 95 anys d'edat a Miami.